# Earlham Hall
Earlham Hall est une maison de campagne à Norfolk, en Angleterre. Elle est située juste à l'ouest de la ville de Norwich  sur Earlham Road, à la périphérie du village d'Earlham. Pendant des générations, c'est la maison de la famille Gurney. Les Gurney sont connus comme des banquiers et des militants sociaux. La réformatrice pénitentiaire Elizabeth Fry grandit à Earlham Hall. Lorsque l'Université d'East Anglia est fondée en 1963, le bâtiment devient son centre administratif et sert maintenant de faculté de droit.

## Histoire
Earlham Hall est construit en 1642 par Robert Houghton . Au XVIIIe siècle, il est occupé par Nockold Tompson, un brasseur qui est maire de Norwich en 1759-1760. Lorsqu'il cultive à Earlham Hall, ses expériences sur le rendement des cultures sont saluées par Arthur Young dans son Farmer's Calendar de 1771 . Au XVIIIe siècle également, il appartient à la famille Bacon. Le député Edward Bacon construit une salle à manger "belle, longue et haute". Il meurt en 1786 et la propriété revient à M. Bacon Frank de Campsall dans le Yorkshire. À ce stade, la maison est louée à la famille Gurney, un arrangement qui persiste pendant plus d'un siècle, "peut-être l'une des plus anciennes locations connues pour un manoir de la taille, bien que très fréquent dans le cas des fermes" .
Les Gurneys sont des Quakers influents et riches qui ont créé la banque portant leur nom en 1770. La famille est devenue suffisamment connue pour être mentionnée dans l'opéra comique Trial by Jury de Gilbert et Sullivan en 1875 : un personnage décrit son accumulation de richesses jusqu'à ce que "je devienne enfin aussi riche que les Gurneys" . La banque Gurney fusionne avec Barclays en 1896.
Earlham Hall est la maison de John Gurney (1749-1809) et de sa femme Catherine Bell (1755-1794). Ils ont 13 enfants, dont les banquiers Samuel Gurney et Daniel Gurney, les réformateurs sociaux Elizabeth Fry et Joseph John Gurney, et Louisa Hoare, l'écrivain sur l'éducation. Une autre sœur, Hannah, épouse Sir Fowell Buxton, député, brasseur et abolitionniste .
Les Gurneys accueillent des visiteurs et des amis à Earlham Hall. Amelia Opie, la romancière, est une amie intime de la famille.
George Borrow (1803-1881), auteur et voyageur, utilise dans son enfance pour pêcher la rivière Yare près d'Earlham Hall. À une occasion, il est attrapé par Joseph John Gurney, qui invite ensuite le garçon chez lui pour voir ses livres .
Percy Lubbock (en) (1879-1965), critique d'art et biographe, est associé à Earlham Hall. Il est le fils du banquier d'affaires Frederic Lubbock et de sa femme Catherine, fille de John Gurney (1809–1856) . Lubbock passe les vacances d'été de son enfance dans la maison familiale de sa mère; ses mémoires Earlham (1922) remportent le Prix James Tait Black.
En octobre 1963, Earlham Hall et ses jardins deviennent le siège de la nouvelle université d'East Anglia. Le vice-chancelier et l'administration sont basés à Earlham Hall . Il abrite ensuite la Norwich Law School. Après une rénovation et une restauration majeures (pour un coût d'environ 8 millions de livres sterling ), la faculté de droit revient à Earlham Hall en mars 2014 après quatre ans dans le bâtiment Blackdale.